# Mecan (Wisconsin)
Mecan es un pueblo ubicado en el condado de Marquette en el estado estadounidense de Wisconsin. En el Censo de 2010 tenía una población de 686 habitantes y una densidad poblacional de 9,63 personas por km².

## Geografía
Mecan se encuentra ubicado en las coordenadas 43°49′25″N 89°12′44″O / 43.82361, -89.21222. Según la Oficina del Censo de los Estados Unidos, Mecan tiene una superficie total de 71.26 km², de la cual 71.03 km² corresponden a tierra firme y (0.32%) 0.23 km² es agua.

## Demografía
Según el censo de 2010, había 686 personas residiendo en Mecan. La densidad de población era de 9,63 hab./km². De los 686 habitantes, Mecan estaba compuesto por el 96.94% blancos, el 1.75% eran afroamericanos, el 0.15% eran amerindios, el 0.29% eran asiáticos, el 0% eran isleños del Pacífico, el 0.29% eran de otras razas y el 0.58% pertenecían a dos o más razas. Del total de la población el 0.87% eran hispanos o latinos de cualquier raza.